# Szostaki (powiat sokólski)
Szostaki – wieś w Polsce położona w województwie podlaskim, w powiecie sokólskim, w gminie Sidra.
W latach 1975–1998 miejscowość należała administracyjnie do województwa białostockiego.
Wieś w 2011 roku zamieszkiwało 65 osób.
Wierni kościoła rzymskokatolickiego należą do parafii Parafia Opatrzności Bożej w Siderce.